# Nguyen Hue

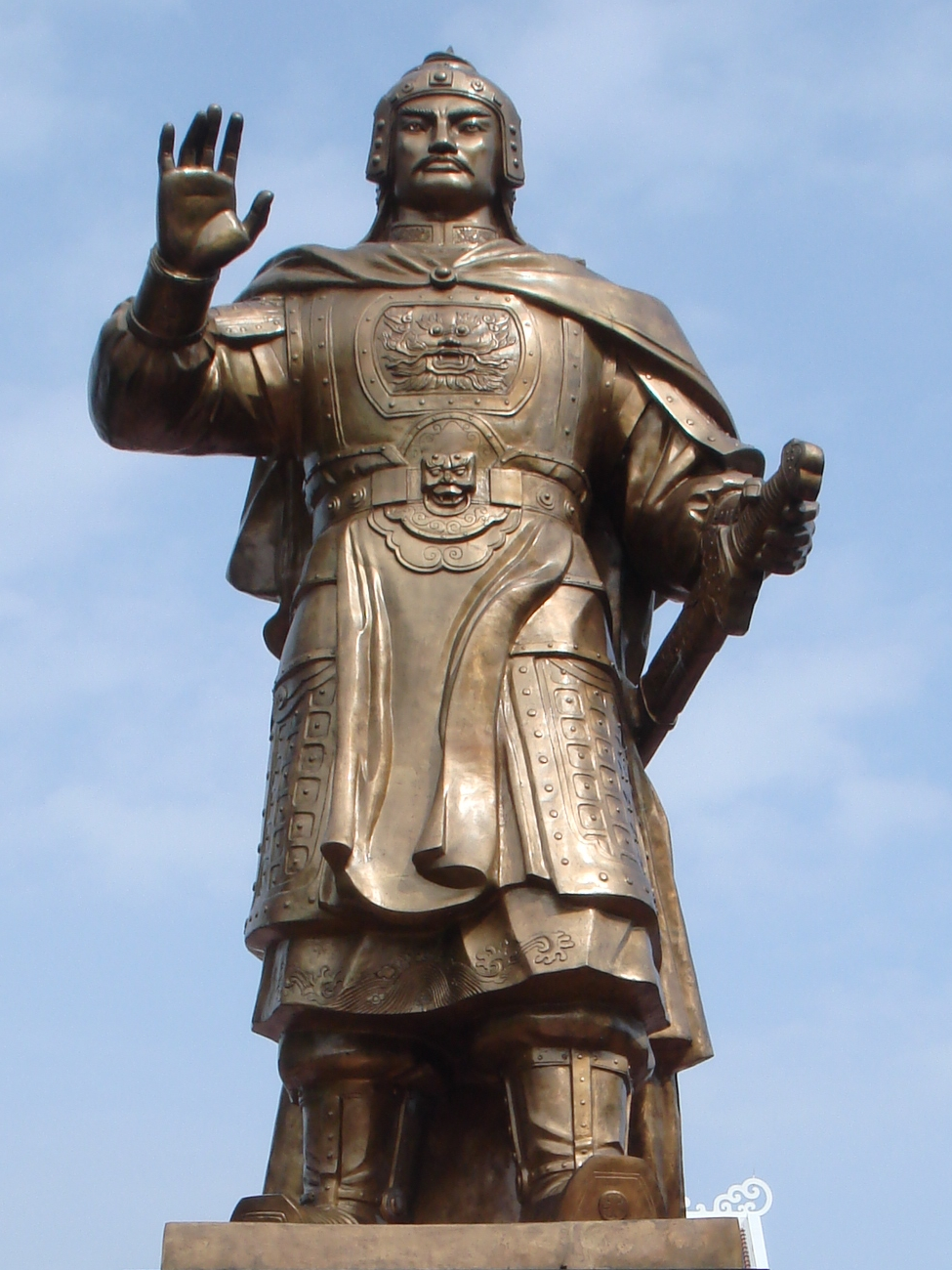
Nguyễn Huệ

Nguyễn Huệ (Hán tự: 阮惠), sau împăratul Quang Trung (光中) (născut în Bình Định în anul 1753, mort în Phú Xuân pe 16 septembrie 1792), a fost al doilea împărat al dinastiei Tây Sơn din Vietnam, domnind din 1788 până în 1792. El a fost, de asemenea, unul dintre comandanții militari cele mai de succes din istoria Vietnamului. Două victorii faimoase ale sale au fost: victoria din lupta de la Đống Đa cu armata chineză (Dinastia Qing) și victoria din lupta de la Rạch Gầm, cu armata din Siam (Thailanda). A murit răus de boală la vârsta de 39 de ani. În urma sa dinastia s-a prăbușit în curând.